# Europa (imn)
Europa este imnul național al statului Kosovo. Acesta a fost compus de către Mendi Mengjiqi. La fel ca imnurile naționale din Spania, Bosnia-Herțegovina și San Marino, imnul nu are versuri oficiale, dar au fost compuse versuri neoficiale pentru acesta. A fost adoptat la 11 iunie 2008. A fost ales deoarece nu conținea nici o referire la vreun grup etnic. A fost adoptat de către Adunarea din Kosovo, cu 72 de parlamentari votând în favoarea adoptării imnului, în timp ce 15 au votat împotrivă, iar cinci s-au abținut.

## Competiția pentru compunerea imnul
La 12 martie 2008, Adunarea din Kosovo a anunțat un concurs pentru alegerea unui imn în ziarele din Priștina și pe site-ul oficial al Adunării. Printre cerințe s-au numărat:
- Compoziție unică, originală și ușor de recunoscut
- „Lungimea compoziției nu trebuie să dureze mai puțin de 30 de secunde sau mai mult de 60 de secunde.”
- „Pot fi incluse și versuri în orice limbă oficială a Republicii Kosovo” cu toate acestea, s-a luat decizia ca imnul să nu aibă versuri.[8] Alegerea unor versuri pentru imn ar fi reprezentat o sarcină dificilă, deoarece majoritatea populației din Kosovo este compusă din albanezii, sârbii fiind al doilea cel mai mare grup etnic. Guvernul a subliniat că nici un grup etnic nu ar trebui să fie discriminat, declarând că statul este o „republică democrată, seculară și multietnică”[9], astfel devenind dificilă misiunea de a găsi versuri care nu favorizează un grup etnic față de altul. Probleme similare au fost întâmpinate la alegerea drapelului.[10] În plus, statul a cerut ca propunerea „să nu fie asemănătoare cu un imn sau un cântec popular din orice țară, sau cu imnul unui partid politic, al unei mișcări sau instituiții din Republica Kosovo”.
- Propunerile trebuiau să fie depuse până la data de 31 martie 2008.
- Compozitorului a cărui piesă a fost adoptată i s-a acordat 10.000 de euro, iar alte două propuneri calificate au primit 7.000€ și 5.000 de euro.

## Alte imnuri propuse

### Odă bucuriei
„Odă bucuriei”, imnul Uniunii Europene, a fost intonat în cadrul ceremoniei declarației de independență a Republicii Kosovo. Guvernul interimar al Kosovo a decis să facă acest lucru ca semn de respect față de Uniunea Europeană pentru eforturile sale prin care a ajutat la obținerea independenței.

### Himni i Flamurit
„Himni i Flamurit” imnul național al Albaniei, a fost utilizat pe scară largă în Kosovo, împreună cu alte simbolurilor naționale albaneze. A fost de asemenea imn al nerecunoscutei Republicii Kosova, care a existat din 1990 până în 1999, când provincia a fost trecută sub controlul Națiunilor Unite.

### Kur ka ra kushtrimi n'Kosovë
„Kur ka ra kushtrimi n'Kosovë”, un cântec compus de Rauf Dhomi, a fost propus de fostul președinte al provinciei Kosovo, Ibrahim Rugova, ca imn în anul 2000, însă la acea vreme nu s-a luat vreo decizie. Acest imn are versuri în limba albaneză.